# Retraso en el crecimiento

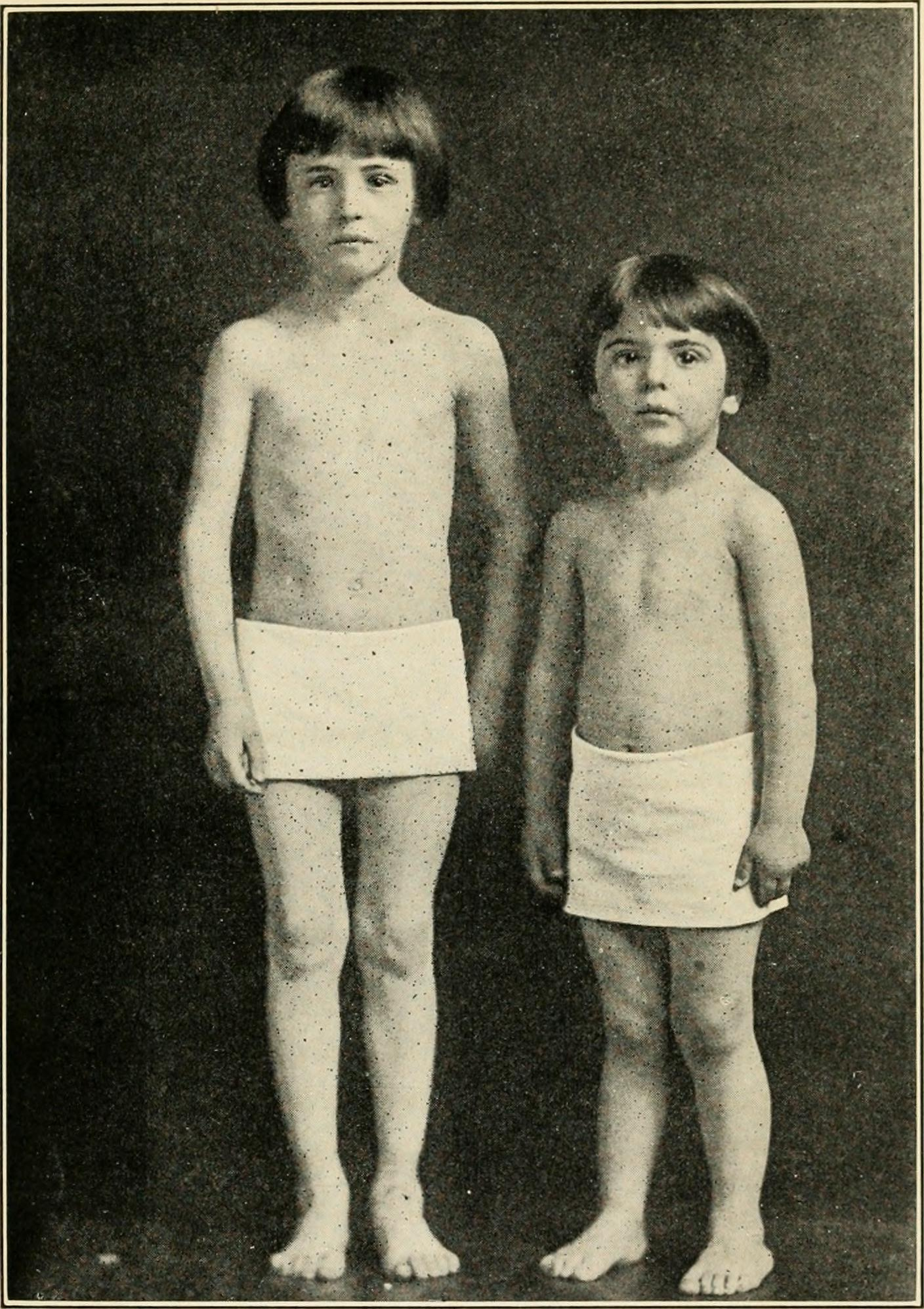
Nutrición y crecimiento en los niños (1922)

Retraso en el crecimiento es uno de cuatro indicadores globales de nutrición, entre los que también se encuentran la emaciación, el sobrepeso en niños y niñas menores de 5 años, y la anemia en mujeres entre 15 y 49 años.
El retraso en el crecimiento es un valor reducido de crecimiento en el desarrollo humano. Es una manifestación primaria de mala nutrición (o más precisamente desnutrición) e infecciones recurrentes, tales como diarreas y helmintiasis, en bebes recién nacidos, o aún sin nacer, debido a una mala nutrición durante el desarrollo fetal provocado por una madre desnutrida.
La definición de retraso acorde a la Organización Mundial de la Salud es para el valor de la "altura para la edad" que es menor que dos desviaciones estándar de la Media de Crecimiento Standard de la OMS.
La baja estatura para la edad es un indicador que refleja los efectos acumulativos de la desnutrición y las infecciones desde el nacimiento, e incluso antes. Es un trastorno del crecimiento derivado de una privación nutricional prolongada, que interactúa con factores como infecciones recurrentes, enfermedades que causan una ingesta, absorción o utilización deficiente de nutrientes, falta de infraestructuras de agua y saneamiento, y pobreza.
A 2012 una media estimada de 162 millones de niños menores de 5 años, o el 25% sufrían de retraso en su crecimiento. Y más del 90% viven en África y Asia, donde el 36% y 56% de los niños están afectados.
Los efectos del retraso una vez establecido se vuelven permanentes. Los niños afectados nunca recuperan la estatura normal. Los niños y niñas con retraso en el crecimiento corren un mayor riesgo de enfermedad y muerte. El retraso del crecimiento afecta negativamente al crecimiento cognitivo y físico de niños y niñas, lo que se traduce en un bajo rendimiento escolar y una capacidad intelectual reducida.
La vida en ambientes donde se acostumbra con frecuencia a defecar al aire libre  por la carencia de servicios sanitarios es una importante causa del retraso del crecimiento, por ejemplo en India.